# Cleópatra (trilha sonora de 1963)
Cleopatra: Original Soundtrack Album é a trilha sonora do filme de mesmo nome, lançada pela 20th Century Fox Records em 1963. A música de Cleópatra foi composta e regida por Alex North, e foi gravada e produzida em 1963.
O álbum foi lançado várias vezes, primeiro em formato de disco de vinil, em 1963. Mais tarde, em 1997, foi lançado em formato de CD, na Alemanha,  pela Tsunami Records, como um álbum de edição limitada. O mais popular dos lançamentos foi o Deluxe Edition, ou 2001 Varèse Sarabande Edition, lançado pela gravadora Varèse Sarabande como um CD duplo em 2001.
Joseph L. Mankiewicz, o diretor do filme, fez o gesto incomum, para ele, de contribuir com extensas notas para o álbum a trolha sonora. Estas notas fornecem uma elucidação valiosa de muitos pontos na concepção de Cleópatra de Mankiewicz que não são percebidas na versão do filme que foi lançada. Ironicamente, foi Christopher, filho de Mankiewicz, que recomendou North, após seu entusiasmo pela grande trilha sonora feita pelo compositor para o filme Spartacus (1960).
Em 1964, Cleopatra: Original Soundtrack Album foi indicada ao Oscar de Melhor Trilha Sonora - Substancialmente Original, e ao Grammy de Melhor Trilha Sonora de um Filme ou Televisão, mas em ambas as ocasiões perdeu para Tom Jones (1963).

## Lançamentos
A trilha sonora de Cleópatra foi lançada originalmente em formato de disco de vinil, contendo 14 faixas, em 1963. Em formato de CD, o álbum foi lançado em duas versões diferentes, em dois momentos diferentes, em 1997 e 2001, e contendo faixas diferentes. A seleção original de faixas, presentes na versão em vinil, já havia saído de catálogo antes das restaurações digitais da trilha sonora serem lançadas. As edições lançadas em CD são as seguintes:
- A edição limitada alemã, lançada em 1997 pela Tsunami Records, uma gravadora alemã independente, sob o nome Cleopatra: The Complete Original Motion Picture Soundtrack, continha faixas selecionadas, num total de 14 canções, não representando a gama completa de faixas ouvidas no filme. O lançamento da Tsunami também é considerado de qualidade de som inferior, e tornou-se obsoleto com o lançamento completo das faixas, feito pela Varèse Sarabande.[2]

- O álbum duplo, lançado em 2001 pela Varèse Sarabande, uma gravadora norte-americana especializada em trilhas sonoras de filmes, chamado Cleopatra: Original Motion Picture Soundtrack, é de longe o lançamento mais popular da trilha sonora de Cleópatra. Contendo 53 faixas, totalizando mais de 151 minutos de duração, o álbum contém a trilha sonora inteira ouvida no filme, em ordem cronológica.

## Lista de faixas
| Cleopatra: Original Soundtrack Album |                                     |         |  |
| N.º                                  | Título                              | Duração |  |
| 1.                                   | "Caesar and Cleopatra"              | 2:35    |  |
| 2.                                   | "A Gift for Caesar"                 | 1:49    |  |
| 3.                                   | "The Fire Burns, The Fire Burns"    | 2:03    |  |
| 4.                                   | "Taste of Death"                    | 1:46    |  |
| 5.                                   | "Cleopatra Enters Rome"             | 6:03    |  |
| 6.                                   | "Caesar's Assassination"            | 4:38    |  |
| 7.                                   | "Epilogue (Act 1)"                  | 2:24    |  |
| 8.                                   | "Anthony and Cleopatra"             | 2:20    |  |
| 9.                                   | "Cleopatra's Barge"                 | 3:02    |  |
| 10.                                  | "Love and Hate"                     | 2:17    |  |
| 11.                                  | "My Love is My Master"              | 2:12    |  |
| 12.                                  | "Grant Me an Honourable Way to Die" | 2:39    |  |
| 13.                                  | "Dying is Less than Love"           | 4:31    |  |
| 14.                                  | "Anthony... Wait"                   | 3:59    |  |
| Duração total:                       | Duração total:                      | 42:18   |  |

| Cleopatra: The Complete Original Motion Picture Soundtrack – Edição Limitada Alemã |                                     |         |  |
| N.º                                                                                | Título                              | Duração |  |
| 1.                                                                                 | "Overture"                          | 2:45    |  |
| 2.                                                                                 | "Caesar and Cleopatra"              | 2:35    |  |
| 3.                                                                                 | "The Head of Pompeius"              | 2:58    |  |
| 4.                                                                                 | "A Gift for Caesar"                 | 1:49    |  |
| 5.                                                                                 | "The Palace of Alexandria"          | 2:58    |  |
| 6.                                                                                 | "The Fire Burns, The Fire Burns"    | 2:03    |  |
| 7.                                                                                 | "Taste of Death"                    | 1:46    |  |
| 8.                                                                                 | "A Queen's Bedroom"                 | 4:59    |  |
| 9.                                                                                 | "Conspirations and Conflicts"       | 3:55    |  |
| 10.                                                                                | "Anthony and Calpurnia"             | 2:05    |  |
| 11.                                                                                | "Caesar's Farewell"                 | 3:47    |  |
| 12.                                                                                | "Cleopatra Enters Rome"             | 6:03    |  |
| 13.                                                                                | "Caesar's Assassination"            | 4:38    |  |
| 14.                                                                                | "Epilogue (Act 1)"                  | 2:24    |  |
| 15.                                                                                | "Anthony and Cleopatra"             | 2:20    |  |
| 16.                                                                                | "We Shall Meet in Egypt"            | 2:40    |  |
| 17.                                                                                | "Cleopatra's Barge"                 | 3:02    |  |
| 18.                                                                                | "Anthony's Victory"                 | 3:22    |  |
| 19.                                                                                | "Love and Hate"                     | 2:17    |  |
| 20.                                                                                | "My Love is My Master"              | 2:12    |  |
| 21.                                                                                | "Anthony's Farewell"                | 2:40    |  |
| 22.                                                                                | "Grant Me an Honourable Way to Die" | 2:39    |  |
| 23.                                                                                | "Dying is Less than Love"           | 4:31    |  |
| 24.                                                                                | "Anthony... Wait"                   | 3:59    |  |
| Duração total:                                                                     | Duração total:                      | 74:27   |  |

| Cleopatra: Original Motion Picture Soundtrack – CD 1 |                                  |         |  |
| N.º                                                  | Título                           | Duração |  |
| 1.                                                   | "Overture"                       | 2:42    |  |
| 2.                                                   | "Main título"                    | 2:51    |  |
| 3.                                                   | "Pharsalia"                      | 1:17    |  |
| 4.                                                   | "Caesar to Egypt"                | 1:57    |  |
| 5.                                                   | "The VIPs / King Ptolemy"        | 0:59    |  |
| 6.                                                   | "Pompey's Ring"                  | 2:53    |  |
| 7.                                                   | "A Gift for Caesar"              | 1:51    |  |
| 8.                                                   | "Only Yesterday"                 | 1:31    |  |
| 9.                                                   | "Epilepsy"                       | 3:20    |  |
| 10.                                                  | "Great Library"                  | 2:05    |  |
| 11.                                                  | "Moon Gate"                      | 4:20    |  |
| 12.                                                  | "Taste of Death"                 | 1:47    |  |
| 13.                                                  | "Sympathy"                       | 1:45    |  |
| 14.                                                  | "Coronation"                     | 1:51    |  |
| 15.                                                  | "Fertility"                      | 4:49    |  |
| 16.                                                  | "Alexander's Tomb"               | 3:45    |  |
| 17.                                                  | "Calpurnia"                      | 1:59    |  |
| 18.                                                  | "The Fire Burns / Son of Caesar" | 3:43    |  |
| 19.                                                  | "Caesar's Departure"             | 3:40    |  |
| 20.                                                  | "Cleopatra Enters Rome"          | 6:49    |  |
| 21.                                                  | "By Divine Right"                | 2:06    |  |
| 22.                                                  | "Death in the Garden"            | 1:44    |  |
| 23.                                                  | "Caesar's Assassination"         | 4:57    |  |
| 24.                                                  | "Requiem"                        | 1:32    |  |
| 25.                                                  | "Farewell"                       | 1:39    |  |
| 26.                                                  | "Entr'acte" (Caesar & Cleopatra) | 2:32    |  |
| 27.                                                  | "Hail Antony"                    | 3:12    |  |
| 28.                                                  | "Isis"                           | 1:23    |  |
| 29.                                                  | "Love Theme" (Reprise)           | 0:30    |  |
| Duração total:                                       | Duração total:                   | 76:12   |  |

| Cleopatra: Original Motion Picture Soundtrack – CD 2 |                                    |         |  |
| N.º                                                  | Título                             | Duração |  |
| 1.                                                   | "Cleopatra's Barge"                | 2:54    |  |
| 2.                                                   | "Most Becoming"                    | 1:38    |  |
| 3.                                                   | "Food"                             | 0:54    |  |
| 4.                                                   | "Antony and Cleopatra in Tarses"   | 3:38    |  |
| 5.                                                   | "Bacchus"                          | 2:41    |  |
| 6.                                                   | "Antony and Cleopatra's Love"      | 3:10    |  |
| 7.                                                   | "One Breath Closer"                | 2:40    |  |
| 8.                                                   | "Love and Hate"                    | 2:16    |  |
| 9.                                                   | "Athens"                           | 2:37    |  |
| 10.                                                  | "Cleopatra's Ambition"             | 1:15    |  |
| 11.                                                  | "War"                              | 0:44    |  |
| 12.                                                  | "Interlude / Sea Battle"           | 14:36   |  |
| 13.                                                  | "My Love is My Master"             | 4:17    |  |
| 14.                                                  | "Two Heads"                        | 0:46    |  |
| 15.                                                  | "Better Late than Never"           | 2:37    |  |
| 16.                                                  | "Cleopatra's Son / Antony's Camp"  | 2:19    |  |
| 17.                                                  | "Never Fear"                       | 3:16    |  |
| 18.                                                  | "Grant Me an Honorable Way to Die" | 2:37    |  |
| 19.                                                  | "Antony's Retreat / Transitions"   | 2:02    |  |
| 20.                                                  | "Dying is Less than Love"          | 4:26    |  |
| 21.                                                  | "Octavian the Victor"              | 4:05    |  |
| 22.                                                  | "Antony... Wait"                   | 3:55    |  |
| 23.                                                  | "Epilogue"                         | 2:25    |  |
| 24.                                                  | "Exit Music" (Antony & Cleopatra)  | 2:26    |  |
| Duração total:                                       | Duração total:                     | 74:49   |  |